# Johny Rivera
Johny Leonel Rivera Reyes (n. El Progreso, Yoro; 27 de abril de 1992) es un futbolista hondureño. Juega de defensa central y su actual equipo es el Honduras Progreso de la Liga Nacional de Honduras.

## Trayectoria
Comenzó en las categorías inferiores del Real España, siendo ascendido al primer plantel por Mario Zanabria, quien lo debutó de manera profesional el 13 de febrero de 2010, en un partido contra el Club Deportivo Vida. Posteriormente, sería enviado a préstamo al Victoria, pero Rivera no accedió, y tras ello, Real España decidió rescindirle su contrato. En 2015 regresa a la Liga Nacional de Honduras para defender los colores del Honduras Progreso.

## Selección nacional
Ha sido internacional con la Selección de fútbol de Honduras. Disputó la Copa Mundial de Fútbol Sub-17 de 2009, realizada en Nigeria.

### Participaciones en la Copa del Mundo
| Mundial                | Sede    | Resultado    | Partidos | Goles |
| ---------------------- | ------- | ------------ | -------- | ----- |
| Mundial Sub-17 de 2009 | Nigeria | Primera fase | 3        | 0     |

## Clubes
| Club              | País     | Año             |
| ----------------- | -------- | --------------- |
| Real España       | Honduras | 2010 - 2012     |
| Victoria          | Honduras | 2012            |
| Lenca             | Honduras | 2013 - 2014     |
| Honduras Progreso | Honduras | 2015 - Presente |

## Palmarés

### Campeonatos nacionales
| Título          | Club              | País     | Año  |
| --------------- | ----------------- | -------- | ---- |
| Torneo Apertura | Real España       | Honduras | 2010 |
| Torneo Apertura | Honduras Progreso | Honduras | 2015 |